# 藤ヶ崎龍神社

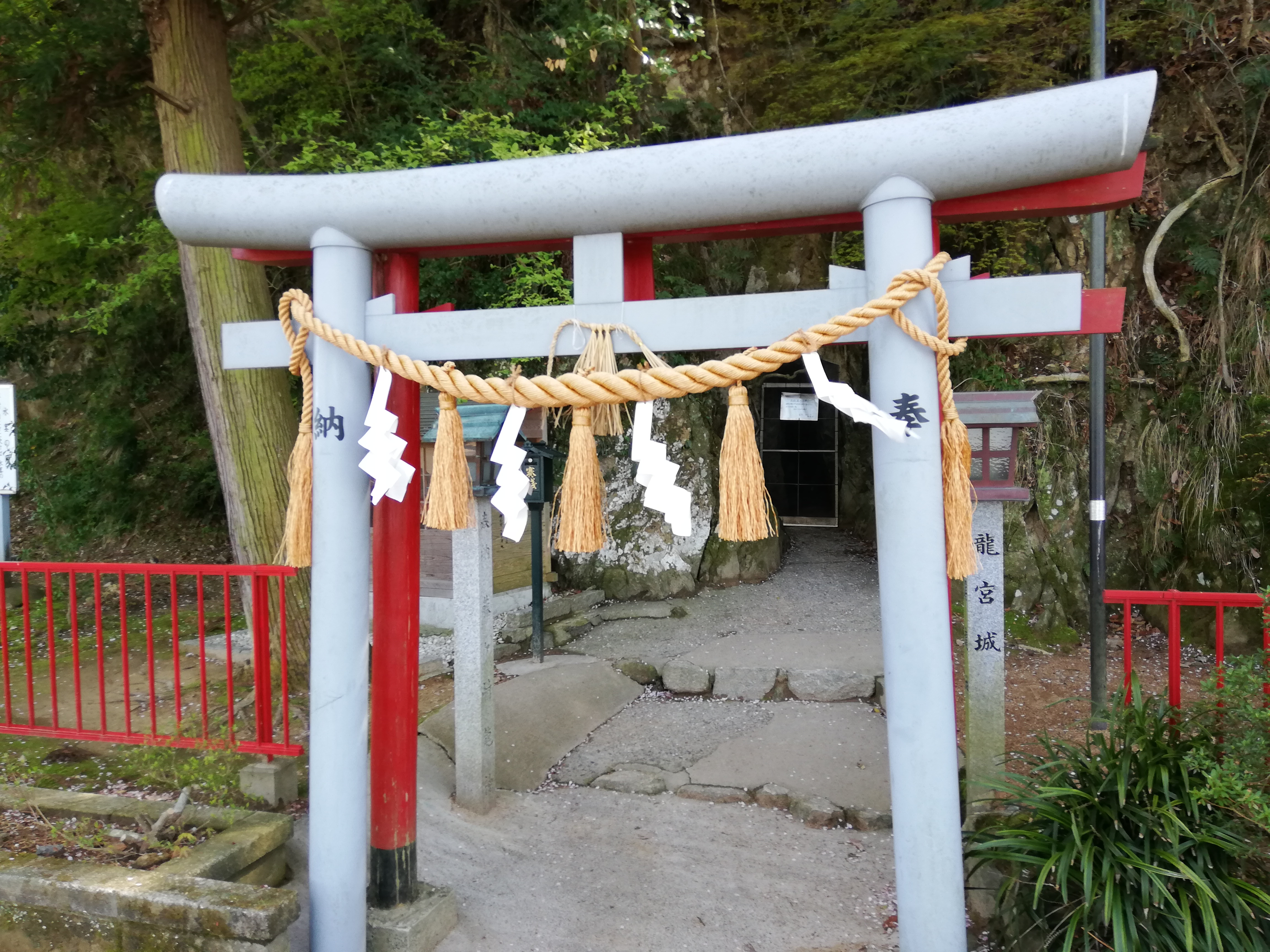
妙得龍王神社(境内)

藤ヶ崎龍神社（ふじがさきりゅうじんじゃ）は、滋賀県近江八幡市牧町にある神社
藤ヶ崎龍神社は滋賀県近江八幡市牧町にある五社神社(ごしゃじんじゃ)の境外社である。
藤ヶ崎神社(琵琶湖側) 妙得龍王神社(山側)の二社で藤ヶ崎龍神社と言う。
藤ヶ崎神社 (由緒)
龍神(りゅうじん) 藤ヶ崎龍神ともいう。
毎年四月初め例祭が執り行われる。
藤ヶ崎神社略縁起によると朱雀天皇天慶二年(九三九) 平将門謀反により藤原藤太秀郷(藤原淡海不比等六代の孫)が追討に向かう際、瀬田の唐橋に大蛇に化けた龍神の願いを聞き三上山(野洲市)に巣くっていた大百足を退治した。
その後、龍神にこの地に招待され、尽きぬ米俵を贈られて、暫しの滞在を要請されるが、追討の任のため辞退したところ、藤原の一字をもらい、この地を藤崎と名づけ山麓の洞を龍神の妻の別宅とした。
その後、村人が龍神を祀ったという。
琵琶湖に面した大岩に龍王が祀られており、そのそばには、洞窟があって、中に龍神の妻が祀られている。
龍神信仰の主に天候・水に関する事象等を司しる神として信仰されている。
またこの地は、室町時代将軍足利義澄が京都を逃れ、佐々木氏の家巨九里浄椿に匿われていた所でもある。

(水茎岡山城址)十二代将軍足利義晴はこの地で誕生している。
【公式】インスタグラムhttps://www.instagram.com/fujigasaki.ryujinja

　　【公式】スレッズ
https://www.threads.net/@fujigasaki.ryujinja

## 藤ヶ崎神社
藤ヶ崎神社は琵琶湖に面しており、彩色の鳥居と注連縄がまかれた岩が特徴的である。
こちらには藤ヶ崎龍神が祀られている。　
藤ヶ崎神社の鳥居は潜ってはいけない鳥居を潜ってその先の石を踏んではいけないという氏子代々から言い伝えがある。昔は鳥居まで琵琶湖に浸かっていた為、人が潜るための鳥居ではなかったからである。
元々は江戸時代初頭から建っていた背の低い石鳥居であったが平成28年に個人の都合で現在の赤の鳥居に建て替えられている。
赤い祠の扉を開けると右側に御朱印の入った入れ物があって無料で御朱印を頂く事が出来る。
SNS上で間違った情報が流されているがこちらを外宮とは言わない。正しくは藤ヶ崎神社(ふじがさきじんじゃ)である。

## 妙得龍王神社
妙得龍王神社は巨大な岩と岩との間にひっそり佇んでいる。普段は金網で塞がれているが、参拝時は開けて入ることが出来る。
こちらには妙得龍神が祀られている　
SNS上で間違った情報が流されているがこちらを内宮とは言わない。 正しくは妙得龍王神社(みょうとくりゅうおうじんじゃ)である。

## 祭神
- 藤ヶ崎龍神：情報が少なくこの神社の祭神で龍神、妙得龍神の夫であるという。
- 妙得龍神：白い大蛇のような姿をしているとされ、たびたび弁財天と同一視される。